# Dead or Alive 4
Dead or Alive 4 (usualmente abreviado DOA 4) es un videojuego de lucha desarrollado por Team Ninja y publicado por Tecmo para la videoconsola Xbox 360. El título fue lanzado el 29 de diciembre de 2005 para la consola Xbox 360. Como en el último juego de la serie de Dead or Alive, por el estudio Team Ninja de Tecmo, su trama sigue los eventos de Dead or Alive 3. El juego ofrece veintidós personajes disponibles, y con varias arenas con gradas e interactivas.

## Argumento
El argumento se centra en el enfrentamiento de dos bandos, los ninja liderados por Hayate que tienen como fin destruir a la corporación DOATEC y la corporación DOATEC liderada por Helena. En esta entrega DOATEC ha conseguido obtener el ADN de Kasumi y crear un clon mejorado, Alpha-152. La mayoría de personajes se ven envueltos en este enfrentamiento y toman parte por un bando u otro, aunque existen algunos que se quedan al margen y compiten en el torneo Dead or Alive únicamente por motivaciones personales.

## Nuevos Personajes
El DOA4 contiene tres nuevos caracteres jugables: Kokoro, una joven Geisha en entrenamiento; Eliot, un muchacho de 16 años de Inglaterra, quien es discípulo de Gen Fu; y La Mariposa, llamada también Lisa, que pelea un estilo de Lucha Libre. Además, el DOA4 ofrece un carácter desbloqueable de la serie de Halo. El personaje es una SPARTAN-II, más conocida por el nombre “Spartan-458”. Sería revelado más adelante que sería su nombre verdadero Nicole. En la conjunción, un HALO - themed la etapa estación nombrada de Nassau se incorpora en el juego.
El Jefe del juego en el modo de la historia para la mayoría de los caracteres es ALPHA-152, es un ejemplo muy sensible, como ella puede dañar cerca y sobre del 70% de la vida del jugador en un ataque de cadena, ha ejecutado fácilmente los combos que van lejanos más allá de la capacidad de cualquier carácter regular, y puede teletransportar a donde quiera en la inmediatamente.
Se ha observado, sin embargo, que los jefes anteriores del DOA eran más fáciles de comparar SNK Playmore SNK a los jefes del yore, en que eran extremadamente difíciles de batir. Esta es la primera vez que un jefe en DOA ha estado en el modo del ataque de Tiempo(time attack). Pues el batir ALPHA-152 es muy difícil, éste puede hacer la realización de un buen rato que intenta para los jugadores inexpertos. Sin embargo, los ajustes la partida pueden ser cambiados así que cada combatiente tiene que ser derrotado solamente una vez. Para algunos caracteres la confrontación final en sus modos de la historia es diferente; por ejemplo, Bayman y Helena luchan contra Christie; Kokoro y Christie finalizan con Helena; Tina Armstrong con Bass, Hitomi contra Ein, Lei Fang contra Jann Lee, y Eliot lucha con su maestro Gen Fu.

## Personajes
- Kasumi
- Kokoro
- Brad Wong
- Bass
- Jann Lee
- Tina
- Bayman
- Ayane
- Hayabusa
- Hitomi
- Eliot
- Zack
- Lei Fang
- La Mariposa
- Christie
- Hayate
- Helena
- Ein
- Gen Fu
- Leon
- Tengu
- Alpha-152 (no jugable)

También está la inclusión de un personaje llamado Spartan-458 (Nicole), el cual es una colaboración entre Team Ninja y Bungie, quien fungía como desarrolladora de la saga de disparos Halo en ese entonces. Los planes originales eran incluir al mismísimo Jefe Maestro (Master Chief) como personaje jugable, pero por motivos de no involucrar la historia principal de la saga con otro juego se descartó esa posibilidad. No obstante, sí se le dio el permiso a Team Ninja de crear un personaje basado en él, pero que no forme parte de la historia principal. Spartan-458 es un personaje del tipo pesado, el más alto de todo el juego y el único que habla inglés, ya que el resto habla en japonés.

## Escenarios
- Biolab Core
- Waterfall Valley
- Gambler's Paradise
- Experimental Playground
- Tritower Heliport
- Kyoto in Bloom
- Nassau Station (Halo)
- Tatami
- Seaside Market
- Ninja Hideout
- he D.W.A. Coliseum
- The Crash Club
- Savannah Safari
- DOATEC Great Hall
- Temple on the Mountain

## Errores
- Ha habido algún informe de errores como el que el juego borra accidentalmente la partida almacenada. El error es causado específicamente por más de una cuenta del jugador de Xbox 360 que era accedida. Una cuenta de jugador sin ninguna información puede a veces sobreescribir los datos de otra cuenta de usuario, produciendo la pérdida de esos datos. Se lanzó una actualización en línea que resolvió este fallo.

- En la pantalla de selección de personaje los resultados mostrados indican “1.ª”, “2a”, “3a” (en lugar de la forma correcta 1.º, 2.º y 3.º). Este error sigue existiendo a pesar de la traducción del juego para los territorios norteamericano y europeo.